# فلورين إيلي
فلورين إيلي (بالرومانية: Florin Ilie) هو لاعب كرة قدم روماني في مركز الدفاع، ولد في 18 يونيو 1992 في ألبا يوليا في رومانيا. شارك مع منتخب رومانيا تحت 19 سنة لكرة القدم ومنتخب رومانيا تحت 21 سنة لكرة القدم. أما مع النوادي، فقد لعب مع بولتيهنيكا تيميسوارا وسي إس باندوري تارغو جيو وكونكورديا كياجنا ونادي تارغو موريش ويو تي أي أراد.

## وصلات خارجية
- فلورين إيلي على موقع قاعدة بيانات كرة القدم.إي يو (الإنجليزية)
- فلورين إيلي على موقع Soccerway.com (الإنجليزية)